# Tibetanska upproret 1959

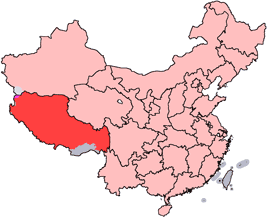
Den autonoma regionen Tibets läge i Folkrepubliken Kina

Det Tibetanska upproret 1959 var ett uppror mot det kinesiska styret i Tibet som började i Lhasa den 10 mars 1959. Upproret ledde till att den fjortonde Dalai Lama flydde till Indien och att den gamla tibetanska regeringen upplöstes.
1951 införlivades Tibet med Folkrepubliken Kina enligt Sjuttonpunktsöverenskommelsen mellan de kinesiska och tibetanska regeringarna. Enligt överenskommelsen skulle de kinesiska myndigheterna inte utföra några genomgripande reformer av det tibetanska samhället utan den tibetanska regeringens samtycke. De tibetanska områdena i Sichuan, Qinghai och Gansu berördes dock inte av avtalet och 1956 började Li Jingquan, partisekreteraren i Sichuan, genomföra en jordreform i Kham-regionen, vilket ledde till att en gerillauppror startade och spred sig till Amdo. En av de viktigaste gerillagrupperna var Chushi Gangdruk, som hade ett visst stöd från CIA och från Chiang Kai-sheks regering på Taiwan. I takt med att Folkets befrielsearmé undertryckte upproret, flydde många etniska tibetaner från Sichuan till Lhasa, där de bidrog till att öka spänningen i det egentliga Tibet.
I mars 1959 spreds ett rykte i Lhasa om att Folkets befrielsearmé tänkte kidnappa Dalai Lama i samband med den tibetanska bönefestvalen Mönlam (Wylie: smon-lam). Den 10 mars omringade 300 000 tibetaner Dalai Lamas sommarpalats Norbulingka för att försöka förhindra honom från att kidnappas. Protester ledde till våldsamma sammanstötningar mellan den tibetanska befolkningen och den kinesiska armén som började bombardera Norbunlinka och andra viktiga tibetanska helgedomar. Den 17 mars var Dalai Lama nära att träffas av två bombkrevader, vilket ledde till att han inledde sin flykt till Indien. Den 27 mars anlände Dalai Lama till Indien, där han tog avstånd från överenskommelsen med Kina och grundade en exilregering, som senare flyttade till Dharamsala. Panchen Lama valde att stanna kvar i Kina, men utsattes för svåra förföljelser 1962 och sattes i fängelse 1964.
Enligt den tibetanska exilregeringen och läckta kinesiska dokument avled 86 000 tibetaner i händelserna kring upproret. Den 28 mars 1959 förklarade den kinesiske premiärministern Zhou Enlai att den gamla tibetanska regeringen var upplöst och 1965 omvandlades Tibet till en Autonom region i Folkrepubliken Kina.
Upproret har bland annat skildrats i filmerna Nongnu och Kundun.